# Anna Stern
Anna Stern (1988), gespeeld door actrice Samaire Armstrong, is een personage uit de televisieserie The O.C..

## Seizoen 1
Anna verhuisde van Pittsburgh naar Newport Beach in het eerste seizoen. Ze werd de partner van Ryan Atwood in de jaarlijkse introductiebal. Toen Ryan moest afzeggen, ging ze samen met Seth Cohen.
Ze werd al snel bevriend met Seth en ze deelden samen één passie; stripboeken. Anna hielp Seth een relatie te krijgen met Summer Roberts, de liefde van zijn leven. Later werd Anna verliefd op Seth, maar wist dat Seth haar nooit als meer dan een vriend zou kunnen zien. Toen ze zoenden, dacht Seth dat dit was om Summer jaloers te maken, ondanks dat Anna er meer bij voelde.
Toen voor Seth duidelijk werd dat Anna verliefd op hem was, beantwoordde hij toch haar gevoelens. Maar tegelijkertijd kreeg hij ook een relatie met Summer. Toen ze hierachter kwamen, kreeg Anna ruzie met Summer. Ze dwongen Seth een keuze te maken. Seth kon geen keuze maken en vertelde aan beiden dat hij alleen vrienden wilde blijven.
Tijdens het nieuwjaar in 2005 zoende Anna Seth opnieuw. Toen ze dit aan Summer vertelden, zei ze dat ze het niet erg vond. Al snel bleek dat ze de relatie kapot wilde maken. Uiteindelijk bleek Seth duidelijk nog gevoelens voor Summer te hebben, waardoor Anna het met hem uitmaakte.
Niet veel later verhuisde ze weer terug naar Pittsburgh.

## Seizoen 3
Anna kwam kort terug in het derde seizoen. Ze kwam Seth tegen bij Brown-universiteit, waar zij nu een student was. Seth had het kort hiervoor uitgemaakt met Summer en Anna hielp hem opnieuw Summer terug te krijgen.